# 이상호 (1702년)
이상호(李尙虎, 1702년 4월 23일 - 1801년 12월 20일)는 조선시대 후기의 문신, 학자이다. 병석에 누운 할아버지를 소생시켰고, 어머니를 극진히 모셨다. 영조와 정조의 국상때 3년상을 마쳤고, 문효세자상 등에도 빈소를 차리고 3년간 곡하였다. 1790년(정조 14) 노인직으로 첨지중추부사에 올랐고 1800년(정조 24) 숭정대부 행동지중추부사로 승진하였다. 1801년(순조 1년) 정려가 내려졌다. 본관은 우계(羽溪)이고, 자(字)는 문숙(文淑), 호(號)는 소재(素齋), 시호는 충효(忠孝)이다.
15세에 할아버지의 병환에 손가락을 잘라 피를 넣어 드리자 기적적으로 소생하였다 한다. 가난한 살림에도 어머님을 극진히 봉양하였으나 상을 당하자 조실부모의 지극한 슬픔으로 시묘살이 3년만에 다시 3년을 더 묘를 지켰다. 영조와 정조의 국상을 당하여 6년동안 상복을 입었고, 문효세자의 상 때도 빈소를 차리고 상복을 입었으며 3년간 곡하였다. 스승이 돌아가시자 3년간 마음속의 상을 입고 근신하였다. 묘비문은 해은 강필효(海隱 姜必孝)가 짓고 썼으며, 정려비문은 면암 최익현(勉菴 崔益鉉)이 지었다. 강원도 출신.

## 생애
1702년(숙종 27) 4월 23일 강원도 삼척군 원덕면 이천리(理川里, 현 강원도 삼척시 원덕읍 이천리) 수리동마을에서 태어났으며, 조부는 증(贈) 통정대부 공조참의 금석(今碩)이고, 아버지는 증(贈) 가선대부 한성부좌윤에 추증된 구징(九徵)이고, 어머니는 삼척김씨로 김한주(金漢冑)의 딸이다. 대사성 이순우(李純祐 또는 李純佑)의 17대손이다. 원덕면 이천리에서 살았다. 이름이 전하지 않는 스승에게서 글과 학문을 수학하였다.
천성이 충효에 지극하여 15세 때 할아버지 금석이 병석에 눕자, 자신의 손가락을 잘라 피를 넣어 드려 기적적으로 소생시켰다 한다. 그는 가난한 살림에도 어머니를 극진히 봉양하였으나 상을 당하였다. 조실부모(早失父母)의 지극한 슬픔으로 시묘(侍墓)살이 3년 만에 부친의 묘를 모친의 묘소로 옮기고 다시 3년을 추위, 더위, 비바람을 감수하고 더 묘(墓)를 수묘하였다. 그는 아버지가 사망하자 이후 단 것을 먹지 않고 애도하는 마음으로 일관했다 한다.
영조(英祖)의 국상에 3년, 문효세자의 국상에 거실 좌측에 단(壇)을 쌓고 3년간 삼년상을 하였고, 정조(正祖)의 국상을 당하여 거실에 빈소를 차리고 소복을 입었으며 또 스승이 돌아가시자 3년간 마음속의 상을 입고, 6년간 소복을 입고 근신하였다. 그가 영조, 정조의 국상 때 망곡하던 곳에는 망곡유허비가 세워졌다. 비문은 평평한 사각 백석이고 숭정대부 신효자 이상호 망곡유허비(崇政大夫 臣 孝子 李尙虎 望哭 遺墟碑)라 새겨져 있다.
1790년(정조 14년) 6월 24일 정조가 경외의 고령자들에게 관직을 내릴 때, 그와 1820인에게 첨지중추부사에 임명되었다.
나이 99세에 노인직으로 숭정대부(崇政大夫) 행동지중추부사(行同知中樞府使)의 벼슬을 받았다. 1801년(순조 1) 12월 20일에 99세를 일기로 사망, 행장과 묘갈명은 해은 강필효(海隱 姜必孝)가 지었다.

### 사후
뒤에 1801년(순조 1년)에 그의 충효가 조정에 전해져 포상 논의 끝에 정려되었다. 1814년(순조 14) 8월 24일 강원도 삼척(三陟) 유학 김상록(金尙祿) 등이 상언을 올려 본부의 고 학생 이상호(李尙虎)의 효행에 대해 정려해 주기를 청하여 예조가 보고하여 순조임금이 윤허하였다. 1816년(순조 16) 6월 8일 각 지역의 유생들이 상소를 올릴 때 강원도의 유생들이 예조에 상소를 올려, 그도 효행으로 복호(復戶)의 명을 받았다. 순조(純祖) 17년(1817) 여름에 정려문을 세우고 그해 9월 면암(勉菴) 최익현(崔益鉉)이 글을 지었다.
묘는 강원도 울진군 북면 주인리 (현, 경상북도 울진군 북면 주인리) 장재산(長在山) 북서방 건좌(乾坐)에 안장되었고 묘비가 있다. 묘비문은 해은 강필효(海隱 姜必孝)가 찬하였다. 고향과 먼 곳에 묘를 쓴 이유는 알려진 것이 없다. 옥천부원군 이녹후의 13대손이다.

## 가족
- 증조부 : 이웅(李雄, 1634년 ~ ?)
- 할아버지 : 이금석(李今碩, 생몰년 미상)
- 할머니 : 평해황씨(생몰년 미상)
  - 백부 : 이구만(李九萬, 1679년 7월 9일 ~ ?)
  - 숙부 : 이구연(李九淵, 1692년 12월 28일 ~ 1744년 6월 8일)
- 아버지 : 이구징(李九徵, 1683년 12월 28일 ~ ?)
- 어머니 : 삼척김씨(1690년 7월 15일 ~ 1787년 12월 17일), 김한주(金漢胄)의 딸
- 부인 전주이씨(全州李氏, 1694.2.9-1784.12.12), 이귀문(李貴文)의 딸, 묘는 강원도 삼척군 원덕읍 이천리 신기동 병전산 건좌에 안장되었다.
  - 아들 : 이경진(李慶珍, 1738년 6월 12일 ~ 1823년 6월 3일)
  - 며느리 : 전주이씨(1736년 4월 5일 ~ 1811년 2월), 이두갑(李斗甲)의 딸
    - 손자 : 이중윤(李重胤)

  - 아들 : 이경국(李慶國)
  - 며느리 : 남양홍씨(생졸년 미상)
    - 손자 : 이태윤(李泰胤)
    - 손자 : 이대윤(李大胤)
    - 손자 : 이조윤(李祚胤)

## 삼척 망곡단, 충효정려문과 정려비
그가 영조와 정조대왕의 국상을 당했을 때 망곡을 하던 삼척시 원덕읍 이천2리 뒷산인 천자산 자락 터에 훗날 단을 세우고 망곡단이라 하고, 유허비가 세워졌다.
원덕읍 이천2리 수리동부락, 이천2리 마을회관 우측에는 이상호 충효정려문과 충효정려비석이 세워졌다. 현재는 충효문을 옮겨 충효비각 울타리로 쓰고 있다. 정려비석의 비문은 면암 최익현이 짓고 썼다.
근처에 있는 삼척김씨 효부각은 그의 숙모가 되는 삼척김씨의 효부각이다. 병석에 누운 시아버지를 지극정성으로 병간호를 하고 하늘에 쾌유를 기원하였다. 그러다 침을 놓고 붕어를 달여드리니 얼마 뒤 시아버지가 병석에서 일어섰다고 한다. 1689년 효부정려를 받았다.
그가 영조의 국상과 문효세자의 국상 때 단을 쌓고 곡을 한 곳에 후대에 망곡유허비가 세워졌다. 현재 강원도 삼척시 원덕읍 이천2리에 있다. 망곡유허비의 설립 시점은 정확하지 않으나 19세기 경에 세워졌다.

## 같이 보기
- 삼척 이상호 정려문
- 최익현
- 강필효
- 이녹후
- 이순우
- 이상호 망곡 유허비

## 관련 서적
- 삼척시청, 《삼척의 역사와 문화유적》 (삼척시청, 1995)

## 참고 문헌
- 순조실록, 일성록, 삼척군지, 우계이씨 세보, 강원도지